# Konrad Nałęcki
Konrad Nałęcki (né le 29 octobre 1919 à Piotrków Trybunalski, dans la voïvodie de Łódź et mort le 28 mai 1991 à Varsovie) est un réalisateur et scénariste polonais.
Il est notamment le créateur de la série télévisée Czterej pancerni i pies (1966-1970),.

## Biographie
Konrad Nałęcki naît le 29 octobre 1919 à Piotrków Trybunalski dans une famille de cheminots,.
Il fréquente le lycée Bolesław Chrobry à Piotrków Trybunalski. Il y est chef de la 4e équipe de scouts.
Après avoir passé son baccalauréat en mai 1938, il est envoyé par le conseil de conscription dans une compagnie de CKM. Il obtient son diplôme à l'école des cadets de Częstochowa le 29 juillet 1939 et participe aux batailles d'Olsztyn.
Le 9 septembre 1939, il est grièvement blessé alors qu'il se rend à Solec nad Wisłą. De Solec, il est évacué avec tout l'hôpital vers Lublin, à l'hôpital de la Croix Rouge polonaise, où il reste jusqu'au 9 novembre 1939. Rentré chez lui, il poursuit son traitement à Siedlce.
Jusqu'en 1941, il reste à la campagne, près de Siedlce, et donne des cours particuliers.
À partir de 1941, il vit à Wesoła, près de Varsovie, où il travaille comme ouvrier de chantier dans une usine de l'arrondissement Praga, à Varsovie.
À la mi-avril 1945, il est appelé dans l'armée populaire de Pologne avec le grade de lieutenant. Il tente de se faire démobiliser pour pouvoir commencer ses études.
Démobilisé à l'automne 1946, il réussit l'examen et commence ses études à l'Académie des beaux-arts Jan-Matejko de Cracovie dans l'atelier de Hanna Rudzka-Cybis (pl). À l'académie, il est membre de l'« équipe d'autodidaxie » de l'Union de la jeunesse académique polonaise (pl) à l'Académie des beaux-arts, présidée par Andrzej Wróblewski. Cette union comprenait notamment Andrzej Strumiłło, Andrzej Wajda et Jan Tarasin.
En 1949, il change de domaine d'études.
Après avoir passé les examens de l'École nationale de cinéma de Łódź, il est admis en deuxième année d'études. Il obtient son diplôme en 1953 avec une thèse sur Les moyens d'expression visuelle dans le cinéma contemporain (en polonais : Środki plastyczne wyrazu w filmie współczesnym).
En janvier 1953, il commence à travailler comme assistant réalisateur dans le studio de cinéma Wytwórnia Filmów Fabularnych à Łodź (pl).
À partir des années 1960, il réalise des films au sein de la société de production Zespoły Filmowe.
Il meurt le 28 mai 1991 à Varsovie, et est enterré au cimetière de Bródno (section 24I-2-7).

## Crédit d'auteurs
- (pl) Cet article est partiellement ou en totalité issu de l’article de Wikipédia en polonais intitulé « Konrad Nałęcki » (voir la liste des auteurs).